# Amarcord 1
Amarcord 1991. – 2001. ili poznatije kao Amarcord 1, dokumentarni je film autora Pavla Vranjicana iz 2001. godine. Sadrži izvorne video snimke o početku pobune Srba u Hrvatskoj, lažima i medijskom manipuliranju od strane JNA i srpskih medija. Vremenski pokriva razdoblje od Krvava Uskrsa 1991. do listopada 1991. godine.
Film je nastao i kao reakcija na film "Oluja nad Krajinom"  Božidara Kneževića. Prikazuje kako su velikosrbi iskrivljavali istinu o Domovinskom ratu. U Amarcordu se vide snimci koje Kneževićev uradak jest i koje nije prikazao, kako je skrivao ekstremističke izjave Srba protiv Hrvata, a s druge strane je prikazivao isključivo "miroljubive" izjave vojnika JNA. U filmu se od poznatih osoba pojavljuju nekadašnji predsjednik nepriznate t.zv. Republike Srpske Krajine Milan Martić, zapovjednik operativne skupine Pauk general Mile Novaković, Milorad Pupovac, četnički vojvoda Vojislav Šešelj, zapovjednik 39. banijskog korpusa t.zv. Srpske vojske Krajine general Slobodan Tarbuk i ini. 
U dokumentarcu su materijali koje je Knežević snimio u ranim stadijima agresije na Hrvatsku, za vrijeme dok je radio za Yutelov zagrebački ured. U filmu su i materijali koje su snimili HTV-ovi snimatelji koje su velikosrbi ubili, Gordana Lederera, kojeg su ubili na Banovini i Živka Krstičevića, kojeg su velikosrbi ubili kad su prekomjerno granatirali Turanj kod Karlovca. Osim njih, film sadrži snimke s Banovine inih snimatelja, među kojima je i Vranjican.
Vranjican je ponudio film HTV-u i OTV-u neka ga prikažu, no nisu to nikad učinili. Zbog velika zanimanja za nj, film je stoga dvaput prikazan u prostorijama KIC-a u Zagrebu.

## Vanjske poveznice
- Lijepa naša domovina Hrvatska  Arhivirana inačica izvorne stranice od 21. travnja 2011. (Wayback Machine)

- Vjesnik, 2. studenoga 2001. tjeralica za Kneževićem